# بلومبرگ تلویژن

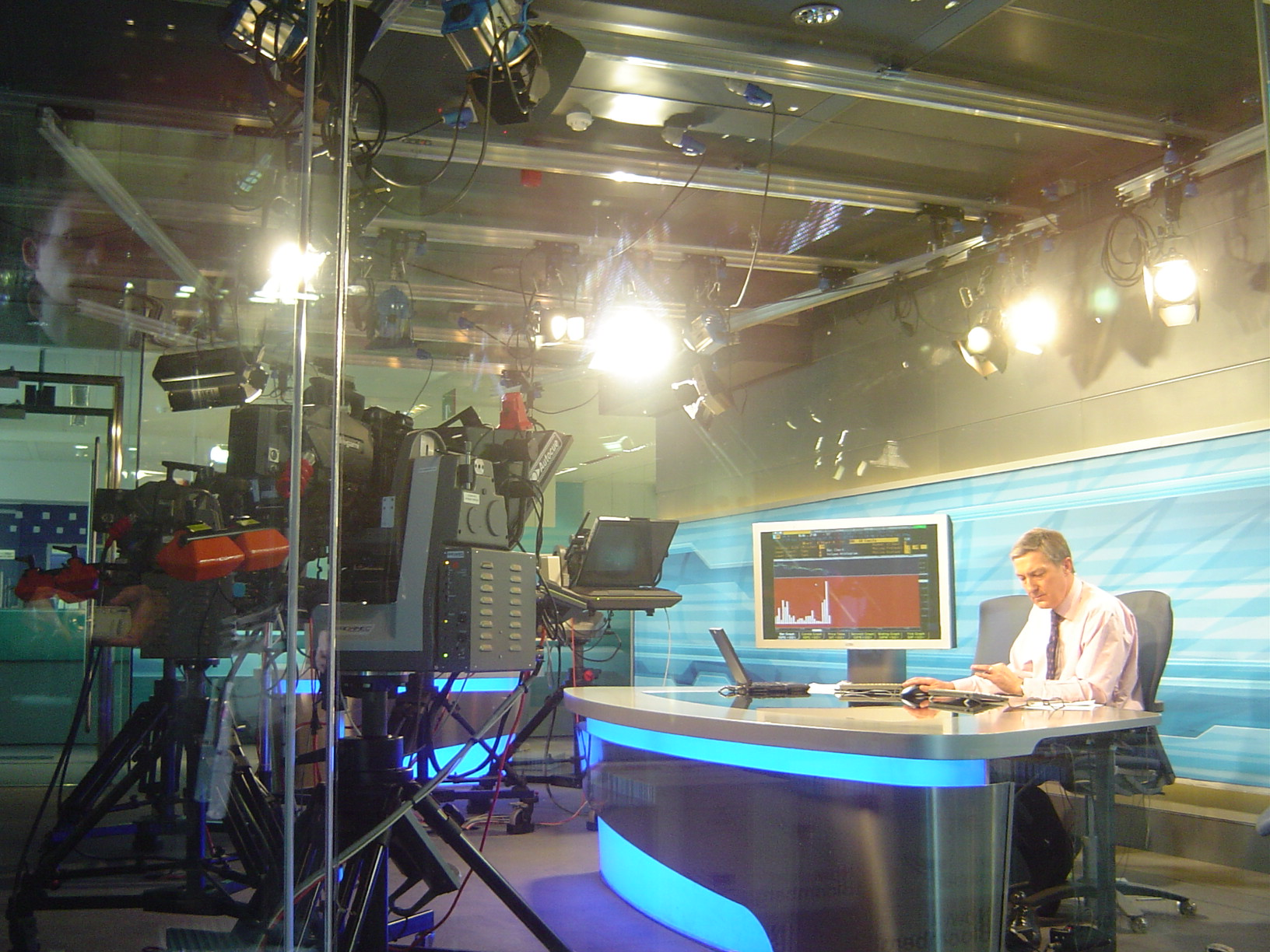
بلومبرگ, لندن

بلومبرگ تلویژن (به انگلیسی: Bloomberg Television) یک شبکه تلویزیونی بین‌المللی کابلی و ماهواره‌ای در زمینه خبرهای تجاری است که مقر آن در ایالات متحده قرار دارد. مالک این شبکه، Bloomberg L.P. است. این شبکه در صورت جهانی پخش می‌شود و در بیش از ۳۱۰ میلیون منزل به تماشای آن می‌نشینند. مقر اصلی این شبکه در نیویورک سیتی است، شعبه‌های اروپایی آن در لندن و شعبه‌های آسیایی آن در هنگ کنگ قرار دارند. این شبکه در سال ۱۹۹۴ آغاز به کار کرد و کیفیت تصویر آن 1080i است، و به زبان انگلیسی پخش می‌شود.